# Gráfico de Pournelle

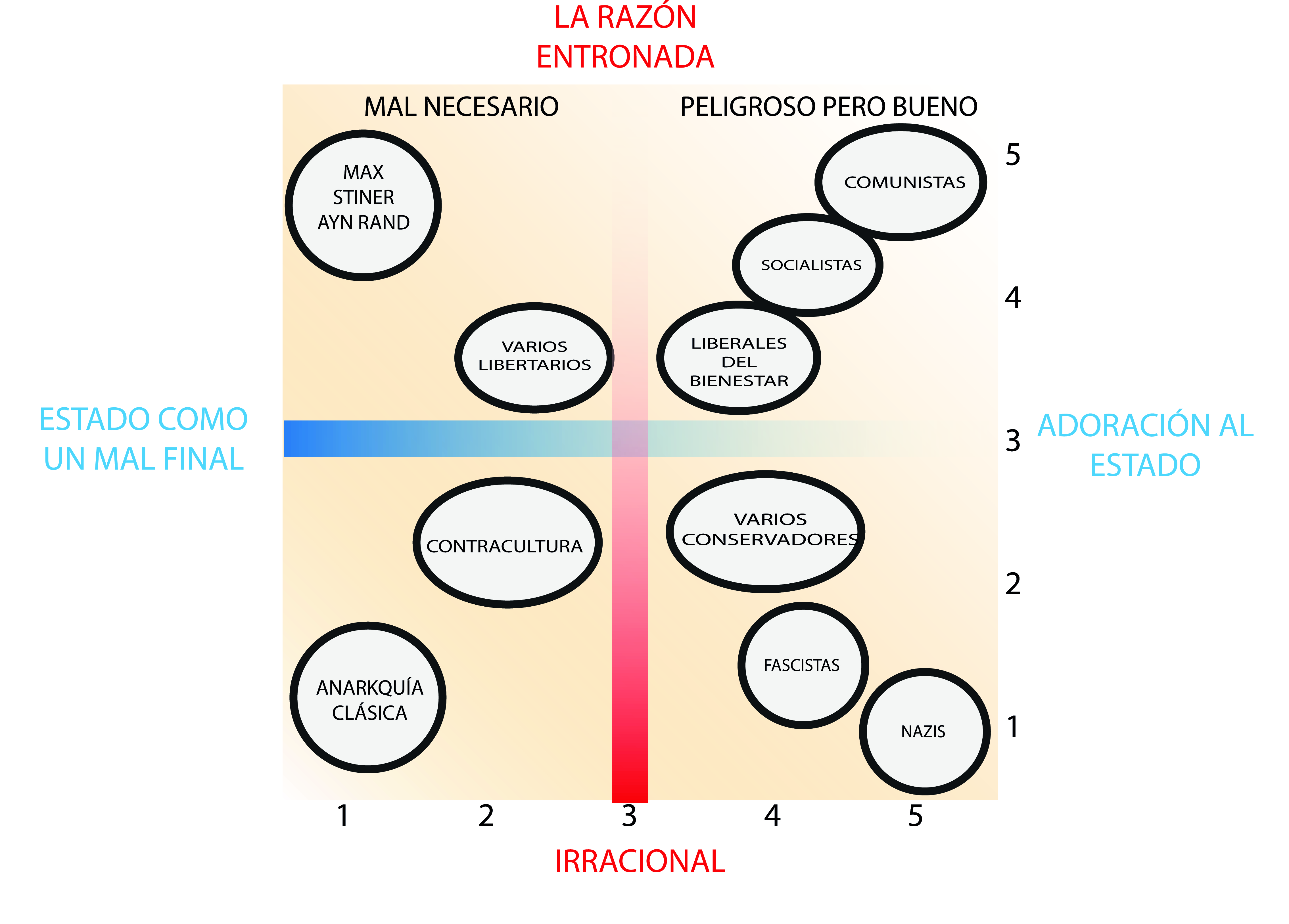
Gráfico de Pournelle, con el estatismo (que va desde "el Estado como mayor de los males" al "culto al Estado") y el racionalismo (que va desde lo irracional al racionalismo absolutista) como ejes (en inglés).

El gráfico de Pournelle, desarrollado por Jerry Pournelle, es un sistema de coordenadas en dos dimensiones que se utiliza para distinguir las ideologías políticas. Es similar al gráfico de Nolan, que también es un gráfico bidimensional, con la diferencia de que el eje X (llamado estatismo) se refiere a la actitud ante el Estado y el gobierno centralizado (siendo el extremo de la derecha el culto por el Estado) y el extremo izquierdo la idea del Estado como "el mayor de los males" prefiriendo la libertad individual - la diagonal del gráfico de Nolan y el eje Y (llamado racionalismo) se refieren al grado en que se cree que los problemas de la sociedad pueden ser o serán resueltos mediante el uso de la razón (siendo el extremo superior la completa confianza en el progreso social planificado —el poder de la razón para formar una comunidad— y el extremo inferior el escepticismo hacia aquellos esquemas, los que son vistos como utópicos), además, aquellos en la parte superior de este eje tienden a desprenderse de la costumbre tradicional, si no entienden a qué propósito sirve (considerándola anticuada y probablemente inútil), mientras que los de la parte inferior tienden a mantener la costumbre (considerándola probada por el tiempo y probablemente útil).
La clasificación de las ideologías políticas según este gráfico se da en cuatro cuadrantes:
1. Cuadrante superior derecho - alto estatismo y alta racionalidad: Ideologías "de izquierda", como el progresismo ("liberales" en inglés estadounidense), el socialismo y el comunismo.
2. Cuadrante derecho inferior - alto estatismo y baja racionalidad: Ideologías "de derecha" como el conservadurismo, el fascismo y el nazismo.
3. Cuadrante inferior izquierdo - bajo estatismo y baja racionalidad: Ideologías "de izquierda" como el anarquismo clásico (o anarcosocialismo) y la contracultura.
4. Cuadrante superior izquierdo - bajo estatismo y alta racionalidad: Ideologías "de derecha" como el libertarismo y el objetivismo.

Según esta teoría, la diferencia entre poca o mucha racionalidad hay que enfocarla a teorías que hacen hincapié en la parte sentimental y en la acción, frente a teorías que hacen hincapié en la parte lógica y en la teoría.